# Stenoptilia sanaa
Stenoptilia sanaa là một loài bướm đêm thuộc họ Pterophoridae. Nó được tìm thấy ở Yemen.